# Bełt (demon)
Bełt, błąd, błęd, błądzeń, błądzón, błędnik, błud, błudón, obłęd (staropol. bełtać – mącić, błądzić) – złośliwy polny lub leśny demon, występujący w tradycji Małopolski wschodniej; mylił podróżnym drogę i sprowadzał na błędne szlaki.
Siedział pod kamieniem przy skrzyżowaniach dróg, wodził po polach idących w porze nocnej, zwłaszcza nietrzeźwych, powodując u nich dezorientację przestrzenną. Stawiano w takich miejscach kapliczki, aby ochronić się przed jego szkodliwą działalnością.
Może oznaczać również demona nękającego zwierzęta domowe. Płoszył konie; wodził je tak, że nie mogły trafić do swoich zagród.
Były to duchy niewidzialne.